# Liste der Biografien/Weij
Liste der Biografien |
Portal Biografien |
Personensuche
# |
A |
B |
C |
D |
E |
F |
G |
H |
I |
J |
K |
L |
M |
N |
O |
P |
Q |
R |
S |
T |
U |
V |
W |
X |
Y |
Z |
?
 
Wa |
Wc |
Wd |
We |
Wh |
Wi |
Wj |
Wl |
Wn |
Wo |
Wr |
Ws |
Wt |
Wu |
Ww |
Wy |
Wz
 
Wea |
Web |
Wec |
Wed |
Wee |
Wef |
Weg |
Weh |
Wei |
Wej |
Wek |
Wel |
Wem |
Wen |
Weo |
Wep |
Wer |
Wes |
Wet |
Weu |
Wev |
Wew |
Wex |
Wey |
Wez
 
Weia |
Weib |
Weic |
Weid |
Weie |
Weif |
Weig |
Weih |
Weij |
Weik |
Weil |
Weim |
Wein |
Weip |
Weir |
Weis |
Weit |
Weix |
Weiz
Die Liste der Biografien führt alle Personen auf, die in der deutschsprachigen Wikipedia einen Artikel haben. Dieses ist eine Teilliste mit 9 Einträgen von Personen, deren Namen mit den Buchstaben „Weij“ beginnt.

## Weij

### Weijd
- Weijden, Annouk van der (* 1986), niederländische Eisschnellläuferin
- Weijden, Flor Van Der (1929–2018), niederländischer Radrennfahrer
- Weijden, Maarten van der (* 1981), niederländischer Langstreckenschwimmer

### Weije
- Weijer, Eliseu van de (1880–1966), niederländischer Ordensgeistlicher, römisch-katholischer Bischof und Prälat von Paracatu
- Weijers, Niña (* 1987), niederländische Schriftstellerin
- Weijers, Robin Paul (* 1964), niederländischer Organisator des Domino Days

### Weijt
- Weijters, Bram (* 1980), belgischer Jazzmusiker (Piano, Keyboard, Komposition)
- Weijts, Christiaan (* 1976), niederländischer Schriftsteller und Journalist
- Weijts, Jean (1960–2011), belgischer Leichtathlet